# Saccharoseintoleranz
Die Saccharoseintoleranz (synonym Sucrase-Isomaltase-Mangel oder Saccharose-Isomaltose-Malabsorption) gehört zu den Nahrungsmittel-Intoleranzen und ist eine zumeist autosomal-rezessiv vererbte Stoffwechselkrankheit, bei der der Haushaltszucker (Saccharose) nicht vertragen wird. Nach der Aufnahme von Saccharose kommt es zu Bauchschmerzen, Krämpfen, Durchfall und Erbrechen.

## Formen
Unterschieden werden:
- die primäre Form der Saccharose-Isomaltose-Malabsorption als eine seltene, vererbbare Stoffwechselkrankheit, die sich etwa ab dem sechsten Lebensmonat beim Kleinkind manifestiert, da hier durch die Beikost erstmals Zucker aufgenommen wird.[1] Es liegt hierbei ein Sucrase-Isomaltasemangel vor. Saccharose (Haushaltszucker) kann nicht oder nur gering im Dünndarm zu Traubenzucker aufgespalten werden. Die Saccharose gelangt daher vermehrt in den Dickdarm, wodurch es in Folge zu Bauchschmerzen, Bauchkrämpfen und Durchfall kommen kann. Die Häufigkeit liegt bei 0,2 % bis 0,05 %.[2]

- die sekundäre, meist passagere Form als einer Malabsorption infolge einer akuten Darmentzündung oder anderer Erkrankungen des Dünndarms. Auch als Folge der Zöliakie kann die sekundäre Form auftreten.

## Diagnose
Sicher diagnostiziert werden kann Saccharoseintoleranz zurzeit nur mit einer Dünndarmbiopsie mit Bestimmung der Sucrase-Isomaltase-Aktivität im Gewebe des Dünndarms. Außerdem gibt es andere Untersuchungsmethoden wie den Wasserstoffatemtest nach der Einnahme von Disacchariden, die aber nicht beweisend für das Vorliegen einer Saccharoseintoleranz sind.

## Therapie
Die Betroffenen wenden eine saccharosearme Diät an. Haushaltszucker wird durch Traubenzucker, Milchzucker und Fruchtzucker ersetzt.